# Рокаспарвера
Рокаспарвѐра (на италиански и на пиемонтски: Roccasparvera; на окситански: la Roca, ла Рока) е село и община в Северна Италия, провинция Кунео, регион Пиемонт. Разположено е на 674 m надморска височина. Населението на общината е 737 души (към 2010 г.).